# Piasutno-Ludwy
Piasutno-Ludwy – dawna część wsi Piastuno nad Pisą, obecnie nazwa nie jest używana, była miejscowość należy do wsi Gietki w Polsce w województwie podlaskim, w powiecie kolneńskim, w gminie Kolno.

## Położenie
Leżały na północny zachód od wsi Poredy, nad brzegiem Pisy; na południe od ówczesnego obszaru wsi Gietki.

## Historia
W czasach zaborów w granicach Imperium Rosyjskiego. Pod koniec XIX w wieś w powiecie koleńskim, w gminie Gawrychy. Wierni należeli do parafii Mały Płock. W latach 1921–1939 ówczesna kolonia leżała w województwie białostockim, w powiecie kolneńskim, w gminie Czerwone.
Według Powszechnego Spisu Ludności z 1921 roku zamieszkiwało tu 46 osób w 8 budynkach mieszkalnych. Miejscowość należała do parafii rzymskokatolickiej w m. Łosewo. Podlegała pod Sąd Grodzki w Kolnie i Okręgowy w Łomży; właściwy urząd pocztowy mieścił się w Kolnie.
W wyniku napaści ZSRR na Polskę we wrześniu 1939 miejscowość znalazła się pod okupacją sowiecką. 2 listopada została włączona do Białoruskiej SRR. 4 grudnia 1939 włączona do nowo utworzonego obwodu białostockiego. Od czerwca 1941 roku pod okupacją niemiecką. 22 lipca 1941 r. włączona w skład okręgu białostockiego III Rzeszy.
W latach 1975–1998 miejscowość administracyjnie należała do województwa łomżyńskiego.